# 足利義博
足利 義博（あしかが よしひろ、生没年不詳）は、鎌倉時代後期の武士。吉田三郎と号した。
父は足利義利。母は家女房。子に石橋氏の祖・石橋和義がいる。足利家氏は祖父にあたる。
「吉田」の家号は三河国吉田郷が由来とされるが詳細は不明。